# Tunel Eiksund

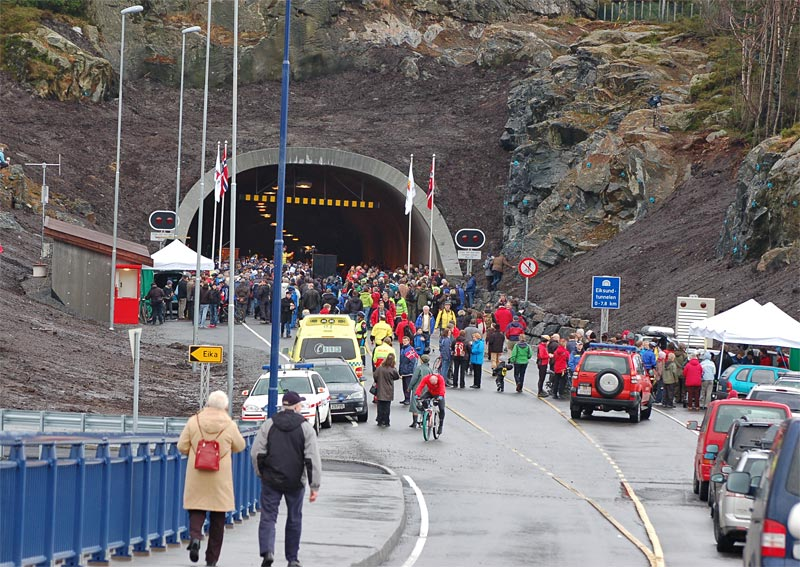
Tunel Eiksund podczas otwarcia, 23 lutego 2008

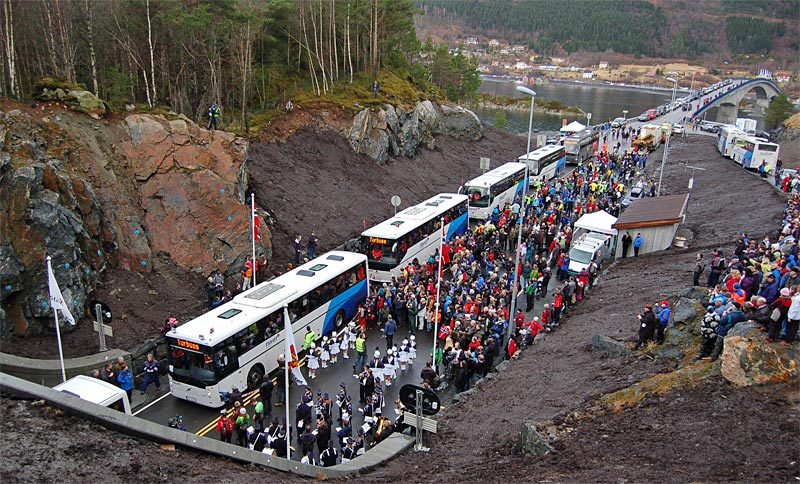
Tunel Eiksund podczas otwarcia, 23 lutego 2008

Tunel Eiksund (nor. Eiksundtunnelen, Eiksundtunnel) – podmorski tunel drogowy znajdujący się w okolicach miasta Volda, w regionie Møre og Romsdal, w Norwegii. Jego długość wynosi 7765 m, schodzi on na głębokość 287 m poniżej poziomu morza, co sprawia, że jest najgłębszym tunelem na świecie (poprzednim rekordzistą był tunel Hitra – Hitratunnelen). Największe nachylenie podłużne w tunelu wynosi 9,6%. Jego projektantem jest Oddbjørn Pladsen. Tunel przebiega w poprzek fiordu Eiksund i łączy wyspę Hareidlandet ze stałym lądem, służąc mieszkańcom gmin Herøy, Sande, Ulstein oraz Hareid (łącznie ok. 22 tys. osób).
Budowę połączenia drogowego wraz z tunelem zaczęto planować w latach 80., jednak budowa tunelu rozpoczęła się dopiero latem 2004 roku. Przy budowie nowego szlaku zastosowano metodę uszczelniania skał, aby powstrzymać przesiąkanie przez nie wody. Polegała ona na wprowadzaniu do podziemnych źródeł wodnej zawiesiny węglanu wapnia, która krystalizując zamyka nawet najmniejsze szczeliny w górotworze. Uroczyste otwarcie tunelu nastąpiło 23 lutego 2008. Koszt inwestycji wyniósł ponad 122 mln euro.
W 2008 roku opłata pobierana za przejazd tunelem wynosiła 76 koron norweskich.
Tunel Eiksund jest częścią połączenia drogowego liczącego w sumie 14 880 m, które zastąpiło linię promową (Eiksund-Rjåneset) łączącą cztery gminy ze stałym lądem. Wraz z tunelem zbudowano most Eiksund (Eiksundbrua) o długości 405 m, tunel Helgehorn (Helgehorntunnelen) o długości 1160 m oraz tunel Morkaås (Morkaåstunnelen) o długości 630 m. Wybudowane połączenie jest częścią drogi Riksvei 653.